# Deutsch-Polnische Stiftung Kulturpflege und Denkmalschutz
Die Deutsch-Polnische Stiftung Kulturpflege und Denkmalschutz (DPS) ist eine 2007 gegründete private gemeinnützige rechtsfähige Stiftung des bürgerlichen Rechts mit Sitz in Görlitz. Die Stiftung fördert die Erhaltung besonders bewahrenswerter Baudenkmäler vorzugsweise in Polen, die Zeugnisse des deutsch-polnischen und europäischen Kulturerbes sind, und ruft zu Spenden auf, um sie vor dem Verfall zu retten. Wesentliches Ziel das die DPS dabei verfolgt, ist der Ausbau und die Stärkung der Deutsch-Polnischen Freundschaft. Die Zusammenarbeit mit der Kulturinstitution OP ENHEIM im Oppenheim-Haus in Breslau soll dazu beitragen.

## Geschichte
Die Vorbilder der DPS sind der englische National Trust und die Deutsche Stiftung Denkmalschutz. Im Jahr 2006 schlossen sich die beiden Gründungsväter Andrzej Tomaszewski, der ehemalige Generalkonservator der Republik Polen, und Gottfried Kiesow, Vorsitzender der Deutschen Stiftung Denkmalschutz, zusammen, um eine auf den deutsch-polnischen Raum zugeschnittene Stiftung zu gründen. Gleichzeitig mit der DPS wurde deren Schwesterstiftung in Warschau gegründet, die Polsko-Niemiecka Fundacja Ochrony Zabytków Kultury (PNF).
Am 18. April 2007 wurde die DPS in der Deutschen Bank Unter den Linden in Berlin der Öffentlichkeit vorgestellt. Prominente Gäste waren u. a. Marek Prawda, Botschafter der Republik Polen in der Bundesrepublik Deutschland, Altbundespräsident Richard von Weizsäcker und die Kulturstaatsministerin Christina Weiss. Durch die Schenkung der Kollektion Imago Poloniae von Thomas Niewodniczański und Marie-Luise Niewodniczańska, die das Museum Warschauer Königsschloss pflegt, vergrößerte sich das Stiftungsvermögen.

Das Versterben der beiden Gründungsväter kurz hintereinander, Andrzej Tomaszewski unerwartet 2010 und Gottfried Kiesow 2011, hinterließ spürbare Lücken in der Stiftung. Die Stiftungsvorstandsmitglieder wechselten in den folgenden Jahren häufig. Seit 2014, und mit den Wiederwahlen 2017 und 2020 bestätigt, arbeitet der Vorstand jedoch wieder mit beständigem Personal. Der momentane Stiftungsvorstand setzt sich zusammen aus Tessen von Heydebreck, Udo Donau, Dieter Bingen, Klaus-Henning von Krosigk, Konrad Vanja, Violetta Wojnowski und Rechtsanwalt und deutscher Honorarkonsul Wojciech Wrzecionkowski. Am internationalen Denken Tomaszewskis, der die Formulierung von einem gemeinsamen deutsch-polnischen Kulturerbe (mit) geprägt hatte, wird weiterhin festgehalten:
„Die Geschichte unserer Länder lehrt wie vielleicht keine andere in Europa, dass die Kunst nicht Eigentum einer einzigen Nation oder eines Staates, sondern ein universaler Wert ist. Dass ein und dasselbe Kunstdenkmal oder Kunstwerk, ein und derselbe Künstler nicht nur der Kulturgeschichte eines Volkes, sondern zweier oder mehrerer Nationen angehören und diese verbinden kann, statt sie zu entzweien und zu trennen. Daraus erwächst der Auftrag einer gemeinsamen Erforschung und Erhaltung unseres europäischen Kulturerbes ebenso wie die Verpflichtung, der Gesellschaft dessen außerordentlichen Wert bewusst zu machen. Dies soll unser Beitrag sein zur Europäischen Union, zur kulturellen Zusammenarbeit des zusammenwachsenden Alten Kontinents. Wir können in diesem Bereich bereits Erfahrungen und Erfolge vorweisen, vieles liegt jedoch noch vor uns.“

## Zielsetzung
Mit ihrem Motto „Kulturerbe verpflichtet“ unterstützt die DPS seit ihrer Gründung im Jahr 2007 zahlreiche Denkmal-Projekte. Dabei verfolgt die Stiftung drei Leitgedanken:

### Denkmalschutz und Denkmalpflege
Die DPS möchte durch ihre Arbeit zur Sensibilisierung der Öffentlichkeit für das baukulturelle Erbe und zur Förderung wirksamer Praktiken in Denkmalschutz und -pflege beitragen. Dies soll durch vorbildliche Sanierung und Restaurierung, Revitalisierung und Erforschung kunsthistorisch oder kulturell bedeutsamer Baudenkmäler erfolgen.
Nicht weniger wichtig ist die Vermittlung der Notwendigkeit von Pflege und Schutz des gemeinsamen europäischen baukulturellen Erbes, insbesondere auf dem Gebiet Polens und der Bundesrepublik Deutschland in breite Kreise der Bevölkerung, um diese zu aktiver Mithilfe zu bewegen. Hierzu soll nach Möglichkeit eine vielfältige Öffentlichkeitsarbeit entwickelt werden, die über Medienkampagnen, Informations-, Kommunikations- und Bildungsarbeit sowie den Aufbau und die Pflege einer großen Fördergemeinde bewirkt wird.

### Kunst und Kultur
Ein Ziel der Stiftung ist die Förderung von Kunst und Kultur im Zusammenhang mit Denkmalpflege und -schutz und die Bewahrung von erhaltenswertem Kulturgut. Die DPS verfolgt ihre Zwecke auch durch Beiträge zur sinnvollen und denkmalverträglichen (Um)nutzung von Bau- und Kulturdenkmalen sowie deren musealer Präsentation für die Öffentlichkeit oder durch Erwerb und Pflege wertvoller Kulturgutsammlungen wie der Sammlung Imago Poloniae von Thomas Niewodniczanski.

### Deutsch-Polnische Freundschaft
Ein wesentliches Ziel der DPS ist des Weiteren die Stärkung der deutsch-polnischen Beziehungen im Sinne des Gedankens der Völkerverständigung. Dies soll durch Unterstützung binationaler Fachtagungen und Konferenzen zu Denkmalthemen sowie Aufklärung und Informierung über Kulturdenkmale im jeweils anderen Land realisiert werden.

## Förderprojekte

### Schloss Steinort
Schloss Steinort/Sztynort ist das prominenteste und für die DPS bislang wichtigste Projekt, das vor allem auch durch die Arbeit der polnischen Schwesterorganisation PNF getragen wird. Bis 1944 war dieses der ostpreußische Hauptsitz der Adelsfamilie von Lehndorff. Bekannt ist vor allem Heinrich Graf von Lehndorff-Steinort, der am gescheiterten Stauffenberg-Attentat auf Adolf Hitler am 20. Juli 1944 in der nahe gelegenen Wolfsschanze beteiligt war und in der Folge hingerichtet wurde. Nach dem Fall des „eisernen Vorhangs“ ist das Schloss stark verfallen.
Vorrangig mit Fördermitteln der Beauftragten der Bundesregierung für Kultur und Medien (BKM), des polnischen Ministeriums für Kultur und nationales Erbe und privaten Spenden aus Deutschland konnte das akut in seiner Substanz gefährdete Schloss seit Ende 2009 notgesichert und vor dem Einsturz bewahrt werden. 2018 ging die ehemalige Gutsanlage, mit Ausnahme des Herrenhauses, das sich im Eigentum der PNF befindet, in das Eigentum eines international tätigen italienischen Unternehmens über, das die denkmalgeschützten Wirtschaftsbauten bewahren und den Komplex nachhaltig zu einem umweltfreundlichen Hotel- und Freizeitresort entwickeln möchte.
In Nachfolge des Förderkreises Steinort setzt sich auch die Lehndorff-Gesellschaft Steinort e.V. der Töchter des Grafen von Lehndorff für die Erhaltung und Nutzung des Schlosses als Kultur- und Bildungsstätte ein. Gemeinsam mit dem Förderverein rufen die DPS und ihre Schwesterorganisation PNF weiterhin zu Spenden zur Rettung und Revitalisierung von Schloss Steinort auf.
2019 wurde durch Förderung der Beauftragten der Bundesregierung für Kultur und Medien (BKM) ein Ausstellungs- und Informationszentrum im Ostflügel errichtet, das von den Anfängen der Besiedelung von Steinort, über den Bau des Schlosses, aber auch über die Rolle des letzten Schlossherrn im aktiven Widerstand gegen Adolf Hitler berichtet. Darüber hinaus wird auch die Zeit nach 1945 bis 1989/90 beleuchtet.

### Polnisch-Deutsche Begegnungswoche in Breslau / Wrocław 2018
Im Rahmen des von der Europäischen Kommission ausgerufenen European Cultural Heritage Year 2018 (ECHY) veranstaltete die DPS vom 3. bis 9. Dezember in Breslau/Wrocław eine polnisch-deutsche Begegnungswoche. Thema war das jüdische Kulturerbe in der Hauptstadt des historischen Schlesiens. Die 2017/2018 fertiggestellte Restaurierung zweier Denkmale jüdischer Kultur in Breslau/Wrocław, die die DPS unterstützte, konnten der breiteren Öffentlichkeit vorgestellt werden. Es handelt sich zum einen um die Mikwe in der Synagoge Zum Weißen Storch und zum anderen um das historische Oppenheim-Haus am Plac Solny im Zentrum der Stadt. Gefördert wurde die Begegnungswoche von der Beauftragten der Bundesregierung für Kultur und Medien, der Erika-Simon-Stiftung, Rinteln und der Senta-Weygandt-Stiftung, Görlitz sowie durch den Freistaat Sachsen.

### Liste geförderter Projekte
Alle Stand Mai 2020 geförderten Projekte der DPS:
- Breslau / Wrocław, Bürgerhaus Salzmarkt 4, heute Oppenheim-Haus
- Breslau / Wrocław, Mikwe der Synagoge Zum Weißen Storch
- Brietzig / Brzesko, Pfarr- und Wallfahrtskirche Mariä Geburt
- Fraustadt / Wschowa, ehem. Ev. Kirche Kripplein Christi
- Fürstensee / Przywodzie, Katholische Kirche der Verkündigung der Jungfrau Maria
- Giersdorf / Żeliszów, ehem. Ev. Dorfkirche
- Gnojau / Gnojewo, Gotische Wegekapelle
- Groß Montau / Mątowy Wielkie, Kath. Pfarrkirche St. Peter und Paul
- Groß Steinort / Sztynort Duży, Mausoleum der Familie von Lehndorff
- Grüssau / Krzeszów, Benediktinerinnenkloster, Inventarisierung des wiederentdeckten deutschen Archivs (1436–1954) mit Erfassung von Archivalien zur Architektur des Klosters
- Heinrichau / Henryków, Zisterzienserkloster
- Hirschberg, Jelenia Góra, Bad Warmbrunn / Cieplice Ślaskie-Zdrój, Ev. Erlöserkirche
- Hirschberg / Jelenia Góra, Bad Warmbrunn / Cieplice Ślaskie-Zdrój, Ev. Pfarrhaus
- Klastawe / Chlastawa, Holzkirche „Geburt der Seligen Jungfrau Maria“
- Klemzig / Klępsk, Römisch-Kath. Filialkirche „Heimsuchung der Jungfrau Maria“
- Kriefkohl / Krzywe Koło, Kath. Dorfkirche „der Auffindung des Hl. Kreuzes“
- Lauban / Lubań, ehem. Frauenkirche (Ev.-Augsburgische Jungfrau Maria-Kirche)
- Lötzen / Giżycko, Ev. Stadtpfarrkirche
- Marienfelde / Marianka, Kath. Pfarrkirche St. Peter und Paul
- Modellhafte Restaurierung und Schutz von schwer geschädigten Glasmalereien der Kath. Pfarrkirche des Hl. Jakobus d. Ä. in Niedersteine / Ścinawka Dolna, der Kath. Pfarrkirche zu den Schutzengeln in Waldenburg / Wałbrzych und der UNESCO-Welterbestätte Ev. Friedenskirche zum hl. Geist in Jauer / Jawor
- Modellhafte Sanierung schwergeschädigter mittelalterlicher Glasmalereien in Kujawien, Thorn / Toruń, Kathedrale St. Johannes der Täufer und St. Johannes Evangelist und Leslau / Włocławek, Maria-Himmelfahrt-Dom
- Modellhafte Sanierung umweltgeschädigter Glasmalereifenster der Dorfkirche Klein Küssow / Koszewsko, der Ev. Liebfrauenkirche Liegnitz (Legnica) und der Kath. Pfarrkirche Maria Himmelfahrt in Auschwitz / Oświęcim
- Muhrau / Morawa, Schloss
- Niepölzig / Niepołcko, ehemaliges Gutshaus
- Oberbaumgarten / Sady Górne, Kath. Kirche Mariä Geburt
- Paradies / Gościkowo Paradyż, ehem. Zisterzienser-Klosterkirche Heiliger Martin und Himmelfahrt der seligen Jungfrau Maria
- Reinswalde / Złotnik, ehemaliger Schulzenhof
- Rügenwalde / Darłowo, ehem. Hemptenmacherhaus
- Sagan / Żagań, Heilig-Grab-Kapelle
- Schenkendorf / Sękowice, Dorfkirche Heilige Familie
- Schlagenthin / Sławęcin, Kath. Filialkirche „Muttergottes von Ostra Brama (Muttergottes im spitzen Tor)“
- Schönwaldau / Rząśnik, Bethaus
- Schweidnitz / Świdnica, UNESCO-Welterbestätte Ev. Friedenskirche „Zur Heiligen Dreifaltigkeit“
- Sorquitten / Sorkwity, Ev. Pfarrkirche
- Steinort / Sztynort, Schloss
- Topolno, Kath. Pfarrkirche (ehemalige Paulinerkirche)

## Auszeichnungen
Złota odznaka „Za opiekę nad zabytkami“ Ministra Kultury i Dziedzictwa Narodowego przyznana w 2019 roku (Goldabzeichen des Polnischen Ministers für Kultur und nationales Erbe „Für den Schutz von Denkmälern“ verliehen 2019).

## Kooperationen und Unterstützer
Die DPS setzt auf Kooperation und Vernetzung mit Institutionen und Initiativen, die sich sowohl für Denkmalschutz und -pflege als auch für den Polnisch-Deutschen Dialog engagieren. Einige der vielen Partnerschaften:
- Polsko-Nimiecka Fundacja Ochrony Zabytków Kultury (PNF): Die Schwesterstiftung mit Sitz in Warschau setzt sich vorrangig für die Rettung und Restaurierung des Schloss Steinorts ein.
- Lehndorff-Gesellschaft Steinort e.V. (LGS): der gemeinnützige Verein mit Sitz in Berlin engagiert sich für die denkmalverträgliche Instandsetzung und Nutzung von Schloss, Park und ehemaliger Gutsanlage Steinort.
- OP ENHEIM in Breslau / Wrocław: Die DPS beteiligte sich an der denkmalgerechten Restaurierung des Oppenheim Hauses, eines ehemaligen jüdisch-deutsch-polnischen Bürgerhauses und arbeitet weiterhin mit der jungen Kulturinstitution zusammen, die ihren Schwerpunkt auf die Unterstützung von Kunstschaffenden aus Berlin und Wrocław/Breslau setzt. Der polnisch-deutsche Dialog liegt beiden Partnern sehr am Herzen.
- Bundesanstalt für Materialforschung und -prüfung BAM (Berlin): Die BAM hat drei mehrjährige Modellvorhaben zur Restaurierung ausgesuchter wertvoller historischer Glasmalereifenster in polnischen Sakralbauten mit der DPS als Maßnahmenträger der Restaurierungsarbeiten und finanziert von der Deutschen Bundesstiftung Umwelt (DBU) naturwissenschaftlich begleitet.
- Deutsche Stiftung Denkmalschutz (Bonn): Die DPS verdankt der DSD, die sie 2006/07 mit aus der Taufe gehoben hat, Amtshilfestellung.
- Bente Kahan Stiftung (Breslau / Wrocław): Partner der DPS bei Veranstaltungen zum jüdisch-polnisch-deutschen Kulturerbe in Breslau / Wrocław.
- Senta-Weygandt-Stiftung (Görlitz): Die 2017 errichtete rechtsfähige gemeinnützige Stiftung bürgerlichen Rechts engagiert sich für die Bewahrung des Kulturerbes mit deutscher und polnischer Geschichte und unterstützt hier die Arbeit der DPS.
- Erika-Simon-Stiftung (Rinteln): Die Erika-Simon-Stiftung (ESS) fördert in der Woiwodschaft Niederschlesien u. a. Denkmalinstandsetzungsprojekte gemeinsam mit der DPS.

## Beratung
Fachexperten, die die Stiftung unabhängig beraten und deren Förderprojekte begleiten:
- Beata Makowska, ehem. Direktorin des Regionaldokumentations- und Forschungszentrums für Kunstdenkmäler, Stettin / Szczecin (bis 2016)
- Christofer Herrmann, Kunsthistoriker (Allenstein / Olsztyn)
- Ulrich Schaaf, Universität Thorn / Toruń, Institut für Denkmalpflege und Denkmalkunde, Lehrstuhl für Denkmalpflege (Assistent Professor)
- Markus Kepstein, Görlitzer Fortbildungszentrum für Handwerk und Denkmalpflege e.V., Zimmermeister

## Publikationen
- Deutsch-Polnische Stiftung Kulturpflege und Denkmalschutz (Hrsg.): Verschwundene Welten / Wiedergefundene Orte: Jüdische Lebenswelten in Breslau gestern und heute im Spiegel ihrer Denkmale. Eine polnisch-deutsche Begegnungswoche im ECHY-Jahr 2018 3. – 9. Dezember 2018 (Abschlussdokumentation). Wrocław 2019, ISBN 978-83-64358-56-2.
- Hinterkeuser, Guido; von Krosigk, Klaus-Henning; Schabe, Peter (Hrsg.): Kulturerbe verpflichtet. Zehn Jahre Deutsch-Polnische Stiftung Kulturpflege und Denkmalschutz 2007–2007 – Bilanz und Zukunft. Lukas Verlag, Berlin 2017, ISBN 978-3-86732-293-5.
- Deutsch-Polnische Stiftung Kulturpflege und Denkmalschutz (Hrsg.): Erhaltung des europäischen Kulturerbes – Denkmalgerechte Revitalisierung funktionslos gewordener Schlossbauten am Beispiel des Projekts Schloss Sztynort / Steinort in Polen. (Dokumentation DPS-Tagung 17–18.11.2011 in Görlitz mit selbigem Titel). Görlitz 2011, ISBN 978-3-00-037630-6.
- Peter Schabe, Alicja Siatka, Konrad Vanja, Polsko-niemiecki tydzień spotkań we Wrocławiu / Breslau 2018 – Polnisch-Deutsche Begegnungswoche in Wrocławiu / Breslau 2018. Zaginione światy - życie społeczności żydowskiej w Breslau / Wrocławiu wczoraj i dzisiaj utrwalone w ich zabytkach. Polsko-niemiecki tydzień spotkań w ramach ECHY 2018. 3 - 9 grudnia 2018. - Verschwundene Welten.– Wiedergefundene Orte: Jüdische Lebenswelten in Breslau gestern und heute im Spiegel ihrer Denkmale. Eine polnisch-deutsche Begegnungswoche im ECHY-Jahr 2018, 3. - 9. Dezember 2018. Abschlußdokumentation vorgelegt von der Deutsch-Polnischen Stiftung Kulturpflege und Denkmalschutz (Hrsg.). Wrocław: Agencja Wydawnicza ARGIsc. 2019, ISBN 978-83-64358-56-2

## Belege
1. 1 2 3  Hinterkeuser, Guido; von Krosigk, Klaus-Henning; Schabe, Peter: Kulturerbe verpflichtet. Zehn Jahre Deutsch-Polnische Stiftung Kulturpflege und Denkmalschutz (2007–2017). Bilanz und Zukunft. Lukas Verlag, Berlin 2017, ISBN 978-3-86732-683-4, S. 146.
2. ↑  Zitiert aus: Tomasz Torbus, Deutsches Engagement in der polnischen Denkmalpflege. (Enthalten in der Festschrift). Zitat ursprünglich in: Andrzej Tomaszewski: Deutsch polnische Kooperationen bei der Erforschung und Erhaltung von Kulturgütern. Europäische Perspektiven, in: Das Gemeinsame Kulturerbe 2004, S. 23.
3. ↑  Andrzej Tomaszewski: Deutsch polnische Kooperationen bei der Erforschung und Erhaltung von Kulturgütern. Europäische Perspektiven. In: Das Gemeinsame Kulturerbe. Warszawa 2004, ISBN 83-8910129-7, S. 23.
4. ↑  https://deutsch-polnische-stiftung.de/projekte/steinort-sztynort
5. ↑  https://deutsch-polnische-stiftung.de/wp-content/uploads/2019/12/30112019_PM_Eroffnung-Infop-Schloss-Steinort.pdf
6. ↑  Peter Schabe, Alicja Siatka, Konrad Vanja: Zaginione światy - ponownie odnalezione miejsca życie społeczności żydowskiej w Breslau/Wrocławiu wczoraj i dzisiaj utrwalone w ich zabytkach : polsko-niemiecki tydzién spotkań w ramach ECHY 2018 : 3-9 grudnia 2018 : Polsko-niemiecki tydzién spotkań we Wrocławiu/Breslau 2018 = Verschwundene Welten - wiedergefundene Orte : jüdische Lebenswelten in Breslau gestern und heute im Spiegel ihrer Denkmale : eine polnisch-deutsche Begegnungswoche im ECHY-Jahr 2018 : 3.-9. Dezember 2018 : Polnisch-Deutsche Begegnungswoche in Wrocław/Breslau 2018. Görlitz 2019, ISBN 978-83-64358-56-2.
7. ↑  „Wrocław - Breslau 2018. Verschwundene Welten – Wiedergefundene Orte: Jüdische Lebenswelten in Breslau gestern und heute im Spiegel ihrer Denkmale.“ Polnische Deutsche Begegnungswoche in Wrocław - Breslau 2018 anlässlich des Europäischen Kulturerbejahres 3. – 9. Dezember 2018. In: Sharing Heritage - Europäisches Kulturerbe Jahr 2018. Archiviert vom Original (nicht mehr online verfügbar) am 25. Januar 2020; abgerufen am 5. Februar 2021.  Info: Der Archivlink wurde automatisch eingesetzt und noch nicht geprüft. Bitte prüfe Original- und Archivlink gemäß Anleitung und entferne dann diesen Hinweis.
8. ↑  Vollständige liste auf der offiziellen Website der DPS